# Сиберія (Лодзинське воєводство)
Сиберія (пол. Syberia) — село в Польщі, у гміні Бжезіни Бжезінського повіту Лодзинського воєводства.
Населення — 144 особи (2011).
У 1975-1998 роках село належало до Скерневицького воєводства.

## Демографія
Демографічна структура станом на 31 березня 2011 року:
|          | Загалом | Допрацездатний вік | Працездатний вік | Постпрацездатний вік |
| -------- | ------- | ------------------ | ---------------- | -------------------- |
| Чоловіки | 77      | 26                 | 44               | 7                    |
| Жінки    | 67      | 13                 | 38               | 16                   |
| Разом    | 144     | 39                 | 82               | 23                   |